# Candidato all'obitorio
Candidato all'obitorio (St. Ives) è un film statunitense del 1976 diretto da J. Lee Thompson.
È un film thriller con protagonisti Charles Bronson, nel ruolo di un romanziere ed ex cronista, Jacqueline Bisset e John Houseman. È basato sul romanzo Cronaca del caso Procane (The Procane Chronicle) di Ross Thomas.

## Trama
Abner Procane ingaggia Raymond St. Ives, un ex cronista di nera, per tornare in possesso di cinque registri rubati dalla sua cassaforte.
St. Ives viene coinvolto sempre di più nel caso ed assiste alla morte di coloro che sono coinvolti nel furto. I registri sono infine restituiti ma mancanti di quattro pagine. St. Ives rimane poi coinvolto anche in una rapina per cercare di dirimere la situazione.

## Produzione
Il film, diretto da J. Lee Thompson su una sceneggiatura di Barry Beckerman con il soggetto di Ross Thomas (autore del romanzo, accreditato come Oliver Bleeck), fu prodotto da Stanley S. Canter e Pancho Kohner per la Warner Bros. Pictures e girato a Pasadena in California. Il titolo di lavorazione fu St. Ives' Last Score.

## Distribuzione
Il film fu distribuito negli Stati Uniti dal 1º settembre 1976 al cinema dalla Warner Bros. Pictures.
Alcune delle uscite internazionali sono state:
- in Giappone il 31 luglio 1976
- in Finlandia il 17 settembre 1976 (St. Ives - paholaisen lähetti)
- in Danimarca il 26 ottobre 1976 (En varm sag)
- in Francia il 1º dicembre 1976 (Monsieur Saint-Ives)
- in Norvegia l'11 febbraio 1977
- in Messico il 21 aprile 1977 (El temerario Ives)
- in Turchia l'11 ottobre 1982 (Para Hirsi)
- in Germania Ovest (Der Tag der Abrechnung)
- in Portogallo (Ives o Temerário)
- in Grecia (O akatamahitos)
- in Slovenia (Skrivnost Prokeinovega dokumenta)
- in Ungheria (Tízezer dolláros megbízás)
- in Italia (Candidato all'obitorio)

## Promozione
La tagline è: "He's clean. He's mean. He's the go-between.".

## Critica
Secondo il Morandini è "un film che sembra costruito su misura per Bronson: l'azione non manca, è brillante e ha qualche risvolto di humor nero che non disdice".